# Pidsuhî, Rojneativ
Pidsuhî (în ucraineană Підсухи) este un sat în comuna Spas din raionul Rojneativ, regiunea Ivano-Frankivsk, Ucraina.

## Demografie
Componența lingvistică a localității Pidsuhî
     Ucraineană (99,57%)
     Alte limbi (0,43%)
Conform recensământului din 2001, majoritatea populației localității Pidsuhî era vorbitoare de ucraineană (99,57%), existând în minoritate și vorbitori de alte limbi.